# Čechravovec štítnatý

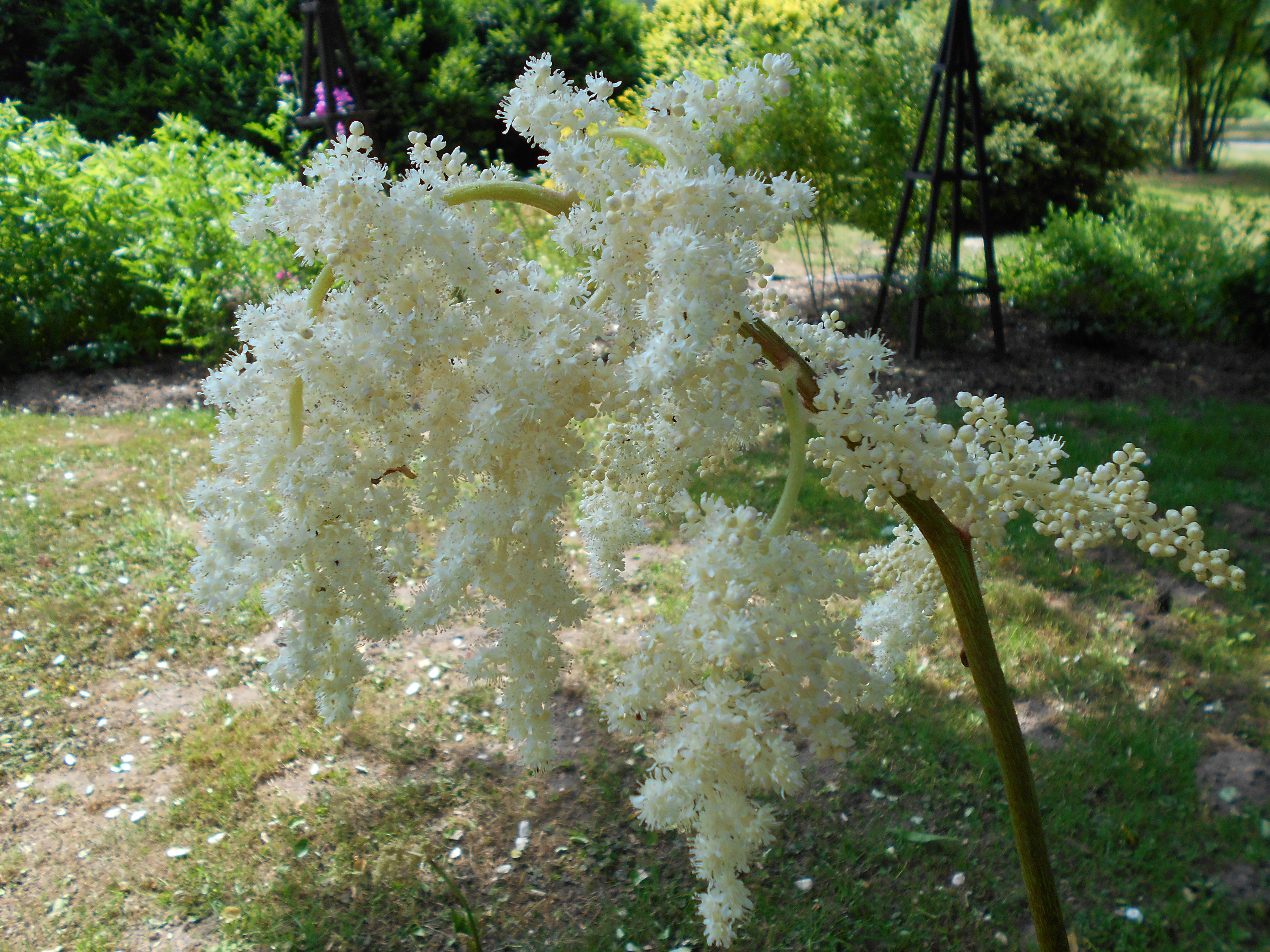
Květenství čechravovce

Čechravovec štítnatý (Astilboides tabularis), dříve uváděný i jako rodgersie štítnatá (Rodgersia tabularis), je druh rostliny z čeledi lomikamenovité a jediný druh rodu čechravovec. Je to rozměrná vytrvalá bylina s velkými štítnatými listy a bohatými květenstvími drobných bělavých květů. Plodem je tobolka. Druh se vyskytuje v severozápadní Číně a Koreji. Rostlina je vysazována jako atraktivní stínomilná trvalka. V České republice se s ní lze setkat zejména ve sbírkách botanických zahrad.

## Popis
Čechravovec je rozměrná, vytrvalá bylina s tlustým šupinatým podzemním oddenkem, dorůstající v přírodě výšky až 1,5 metru. V kultuře je zpravidla nižší. Listy jsou velké, až 1 metr široké, přízemní, dlouze řapíkaté, se štítnatou, vejčitou až téměř okrouhlou, na okraji mělce dlanitě členěnou čepelí.
Květy jsou drobné, uspořádané v bohatých vrcholových latovitých květenstvích podepřených listenem připomínajícím zmenšený přízemní list.
Kalich je zvonkovitý, čtyř až pětičetný, se široce vejčitými laloky. Koruna je bílá nebo narůžovělá, složená ze 4 až 5 obvejčitě podlouhlých korunních lístků. Tyčinek je zpravidla 8, někdy méně. Gyneceum je spodní částí zanořené (polospodní), složené ze 2 (až 4) částečně srostlých plodolistů obsahujících mnoho vajíček a nesoucích volné čnělky. Plodem je asi 6 až 7 mm dlouhá tobolka pukající 2 až 4 chlopněmi. Obsahuje mnoho drobných, úzce vejcovitých, křídlatých semen.

## Rozšíření
Čechravovec se vyskytuje v severozápadní Číně v provinciích Liao-ning a Ťi-lin a v severní Koreji. Roste v horských lesích a údolích podél vodních toků a na březích jezer.

## Taxonomie
Druh byl popsán v roce 1887 W. B. Hemsleyem jako Saxifraga tabularis. Pozdější zařazení bylo nejednotné, někteří taxonomové jej spojovali s příbuzným rodem Rodgersia, v současné taxonomii je spíše řazen do samostatného rodu Astilboides, který představuje sesterskou větev rodu Rodgersia. K oddělení obou rodů došlo v době asi přes 4,13 milióny let. Dalším příbuzným rodem je rod Darmera, jehož jediný druh se vyskytuje na jihovýchodě USA. Odborný i český rodový název jsou odvozeny od podobnosti architektury květenství s čechravou (Astilbe). Listy jsou však zcela rozdílné.

## Význam a pěstování
Čechravovec je excelentní stínomilná trvalka s nápadně tvarovanými listy, vhodná pro vlhké, stinné nebo polostinné stanoviště, chráněné před silnými větry. Vyžaduje vlhkou, avšak nepodmáčenou půdu s obsahem humusu. Oddenek se nesmí nacházet pod hladinou spodní vody. Rostlina je poměrně chladnomilná a při vysokých teplotách dochází k poškození listů.
Množí se v předjaří dělením oddenků před jejich vyrašením. Semena lze vysévat na podzim do chladného pařeniště. Výhony bývají poškozovány slimáky a šneky. V České republice se s ním lze setkat zejména ve sbírkách botanických zahrad.